# 五月雨美女がさ乱れる
「五月雨美女がさ乱れる」（さみだれびじょがさみだれる）は、Juice=Juiceの2ndインディーズシングル。2013年5月5日にアップフロントワークスから発売された。

## 背景
- 本作発売日に中野サンプラザにて開催された『ハロプロ研修生 発表会2013 ～春の公開実力診断テスト～』内で初披露[2]。
- 同年9月11日リリースのメジャーデビューシングルでは、7月にグループを脱退した大塚愛菜[3]を除く5人で再録、さらにアレンジも変更したニュー・バージョン『MEMORIAL EDIT』として同楽曲が収録されている[4]。

## 収録曲
1. 五月雨美女がさ乱れる
作詞・作曲:つんく、編曲:板垣祐介/ブラスアレンジ：鈴木俊介
2. 五月雨美女がさ乱れる（Instrumental）

## 参加メンバー
- 宮崎由加、金澤朋子、高木紗友希、大塚愛菜、宮本佳林、植村あかり

## 参加ミュージシャン
- プログラミング&ギター：板垣祐介
- ブラスプログラミング：鈴木俊介
- コーラス：高木紗友希・CHINO